# Marcus Nilsson (athlétisme)
Pour les articles homonymes, voir Marcus Nilsson.
Marcus Nilsson (né le 3 mai 1991) est un athlète suédois, spécialiste du décathlon.

## Biographie
Son meilleur score est de 8 104 points obtenu à Eugene le 6 juin 2013 lors des NCAA.
Le 2 juillet 2017, il termine deuxième du décathlon des Championnats d'Europe par équipes à Monzón, derrière Jorge Ureña, en 7987 points.
Lors du Mehrkampf-Meeting Ratingen, il bat son record en 8120 points.

## Palmarès
| Date | Compétition                         | Lieu      | Résultat | Points |
| ---- | ----------------------------------- | --------- | -------- | ------ |
| 2010 | Championnats du monde juniors       | Moncton   | 3e       | 7 751  |
| 2013 | Championnats du monde               | Moscou    | 24e      | 7 540  |
| 2016 | Championnats d'Europe               | Amsterdam | 8e       | 7 942  |
| 2017 | Coupe d'Europe d'épreuves combinées | Monzón    | 2e       | 7 987  |
| 2018 | Mehrkampf-Meeting Ratingen          | Ratingen  | 3e       | 8 120  |
| 2019 | Hypo-Meeting                        | Götzis    | 20e      | 7 880  |
| 2022 | Championnats d'Europe               | Munich    | 4e       | 8 327  |

## Records
| Épreuve   | Points    | Lieu   | Date         |
| --------- | --------- | ------ | ------------ |
| Décathlon | 8 327 pts | Munich | 16 août 2022 |